# Рахимова, Регина Зафаровна
Регина Зафаровна Рахимова (р. 22 сентября 1989, Чусовой, СССР) — российская спортсменка, Заслуженный Мастер спорта России. Член олимпийской сборной команды России по фристайлу на Олимпиаде в Ванкувере, Сочи, Пхенчхане.

## Биография
Регина Рахимова начала заниматься фристайлом в 8 лет и за шесть лет сменила несколько тренеров, с 14 лет её тренирует Михаил Киреев. Уже в 23-летнем возрасте спортсменка победила на Спартакиаде учащихся России, а 2006 году повторила это достижение.
В сборной команде России с 2008 года.
В настоящее время, несмотря на тренировки по 5-6 дней в неделю, Регина является студенткой Чайковского института физической культуры.

## Спортивные достижения
- чемпион и призёр Чемпионата России 2012, 2014
- двукратный чемпион России (2011, парный могул, олимпийский могул)[3]
- серебряный призёр Чемпионата России в парном могуле (2007)[1]
- серебряный призёр Чемпионата России (2008)[2]
- бронзовый призёр этапа Кубка Европы в парном могуле (2007)[4]